# Júlio César de Andrade Moura
Júlio César de Andrade Moura (Salvador, 31 de octubre de 1965), conocido deportivamente como Julinho, es un exfutbolista y coanimador de televisión peruanobrasileño que jugaba como delantero y su último equipo fue el Club Sporting Cristal.

## Trayectoria
Nació en Salvador el 31 de octubre de 1965. Debutó profesionalmente en el Vitória de Brasil, a los quince años. Con diecisiete años, fue llamado a la selección juvenil de su país. Pasó luego por varios clubes como Avaí, Treze y Flamengo. Tras un año en Italia, Julinho regresó a Brasil para vestir la camiseta del Fortaleza y entonces le llegó la propuesta del Perú. En 1991 viaja a Lima contratado por el Defensor Lima, donde cumplió dos buenas temporadas anotando un total de diecisiete goles. En 1993 fue contratado por el Sporting Cristal.

## Marcas y récords con Sporting Cristal
En su primera temporada, en 1993, anotó dieciocho goles y jugó su primera Copa Libertadores de América y llegó a cuartos de final. Donde tuvo una destacada actuación. Fue campeón de la liga peruana de fútbol con el Sporting Cristal en los años 1994, 1995, 1996 y 2002. Asimismo, fue subcampeón de Copa Libertadores de América el año 1997.
En 1994 su aporte fue importante para el equipo denominado la Máquina Celeste, por la cantidad de goles que anotó el equipo en el campeonato peruano: trece goles en treinta y ocho partidos. Siendo el segundo goleador del equipo con catorce goles. En 1995 jugó su segunda Copa Libertadores de América y llegó nuevamente a los cuartos de final. A fines de ese año, se consagró bicampeón nacional, siendo el goleador del equipo con veintitrés anotaciones y elegido mejor jugador de ese campeonato peruano. 
En 1996 adquirió la nacionalidad peruana e integró la selección absoluta de Perú para las eliminatorias mundialistas de Francia 98. En octubre de ese año, consiguió el tricampeonato con Sporting Cristal, un hito importante en el fútbol peruano donde lo celebró con toda la hinchada celeste. Al año siguiente, 1997, jugaría su cuarta Copa Libertadores de América con el equipo celeste, donde logró la mejor actuación del club rimense. Y de un equipo peruano en una Copa Libertadores de América con el subcampeonato continental, Julinho anotó dos goles y acompañó en la delantera a Luis Alberto Bonnet. 
Fue subcampeón peruano en los años 1998 y 2000. En la 6.ª fecha del Torneo Apertura del año 1999, alcanzó los 100 goles en los torneos peruanos desde que jugó en 1991. Fue con la camiseta celeste del Sporting Cristal en un partido jugado ante Alianza Atlético en el Estadio San Martín de Porres. Donde el cuadro rimense lo derrota por 4-1, el partido fue jugado el domingo 14 de marzo. Su gol 100 en Sporting Cristal, considerando solo torneos locales, lo haría a finales de 2000.
En 2002 obtiene su cuarta corona con el equipo celeste, donde anota cuatro goles. El 2003 jugaría su décima y última Copa Libertadores de América con la camiseta celeste y anotó un gol a la Universidad Católica de Chile. Ni bien entró al campo de juego, añadió el balón luego de un córner. A mediados del año 2003, logra salir campeón del torneo Apertura donde anota un gol. En 2004 no jugaría debido a una lesión.
Con la casaquilla del Sporting Cristal Julinho anotó 137 goles (121 de los cuales fueron en el torneo local peruano, 15 por Copa Libertadores de América y 1 gol en la desaparecida Copa Conmebol), convirtiéndose de esta manera en el cuarto goleador histórico del club de La Florida, Rímac. 
Fue el jugador que más goles le anotó a Alianza Lima, quince, uno de ellos un gol olímpico en 1995. A lo largo del tiempo, Julinho se ganó el cariño y simpatía de la hinchada rimense, no solo por sus gambetas, también por su buen carácter y cariño a la camiseta celeste.

## Selección peruana
En 1996, ante un problema de falta de gol en el equipo peruano, Julinho obtuvo la nacionalidad peruana. Lo que le valió ser convocado por el técnico Juan Carlos Oblitas para disputar las eliminatorias para Francia 1998. Debutó en la selección peruana frente a Argentina, en un partido que se jugó en el Estadio Nacional de Lima, y que terminó empatado 0-0. Vistió en doce oportunidades la camiseta blanquirroja y marcó dos goles, ambos a Venezuela, uno en Perú y otro en Venezuela.

## Estadísticas

### Clubes
| Club                                                                                            | Temporada     | Liga  | Liga  | Internacional (1) | Internacional (1) | Total (2) | Total (2) | Promedio |
| Club                                                                                            | Temporada     | Part. | Goles | Part.             | Goles             | Part.     | Goles     | Promedio |
| ----------------------------------------------------------------------------------------------- | ------------- | ----- | ----- | ----------------- | ----------------- | --------- | --------- | -------- |
| E. C. Vitória Brasil                                                                            |               |       |       |                   |                   |           |           |          |
| 1982                                                                                            | -             | -     | -     | -                 | -                 | -         | -         |          |
| 1983                                                                                            | -             | -     | -     | -                 | -                 | -         | -         |          |
| Total club                                                                                      | 0             | 0     | 0     | 0                 | 0                 | 0         | 0         |          |
| Flamengo Brasil                                                                                 |               |       |       |                   |                   |           |           |          |
| 1984                                                                                            | -             | -     | -     | -                 | -                 | -         | -         |          |
| 1985                                                                                            | -             | -     | -     | -                 | -                 | -         | -         |          |
| 1986                                                                                            | -             | -     | -     | -                 | -                 | -         | -         |          |
| Total club                                                                                      | 0             | 0     | 0     | 0                 | 0                 | 0         | 0         |          |
| Avaí F. C. Brasil                                                                               |               |       |       |                   |                   |           |           |          |
| 1987                                                                                            | -             | -     | -     | -                 | -                 | -         | -         |          |
| Total club                                                                                      | 0             | 0     | 0     | 0                 | 0                 | 0         | 0         |          |
| Treze Brasil                                                                                    |               |       |       |                   |                   |           |           |          |
| 1988                                                                                            | -             | -     | -     | -                 | -                 | -         | -         |          |
| 1989                                                                                            | -             | -     | -     | -                 | -                 | -         | -         |          |
| Total club                                                                                      | 0             | 0     | 0     | 0                 | 0                 | 0         | 0         |          |
| Fortaleza Brasil                                                                                |               |       |       |                   |                   |           |           |          |
| 1990                                                                                            | -             | -     | -     | -                 | -                 | -         | -         |          |
| Total club                                                                                      | 0             | 0     | 0     | 0                 | 0                 | 0         | 0         |          |
| Defensor Lima Perú                                                                              |               |       |       |                   |                   |           |           |          |
| 1991                                                                                            | 34            | 8     | -     | -                 | 34                | 8         | 0.24      |          |
| 1992                                                                                            | 25            | 9     | -     | -                 | 25                | 9         | 0.36      |          |
| Total club                                                                                      | 59            | 17    | 0     | 0                 | 59                | 17        | 0.29      |          |
| Sporting Cristal Perú                                                                           |               |       |       |                   |                   |           |           |          |
| 1993                                                                                            | 40            | 18    | 5     | 2                 | 45                | 20        | 0.44      |          |
| 1994                                                                                            | 25            | 13    | 4     | 1                 | 29                | 14        | 0.48      |          |
| 1995                                                                                            | 34            | 23    | 10    | 4                 | 44                | 27        | 0.61      |          |
| 1996                                                                                            | 20            | 9     | 8     | 3                 | 28                | 12        | 0.39      |          |
| 1997                                                                                            | 24            | 9     | 14    | 2                 | 38                | 11        | 0.32      |          |
| 1998                                                                                            | 26            | 8     | 5     | 0                 | 31                | 8         | 0.26      |          |
| 1999                                                                                            | 41            | 14    | 10    | 0                 | 51                | 14        | 0.27      |          |
| 2000                                                                                            | 21            | 5     | 3     | 0                 | 24                | 5         | 0.21      |          |
| 2001                                                                                            | 33            | 14    | 10    | 1                 | 43                | 15        | 0.37      |          |
| 2002                                                                                            | 32            | 4     | 5     | 2                 | 37                | 6         | 0.16      |          |
| 2003                                                                                            | 3             | 4     | 3     | 1                 | 6                 | 5         | 0.17      |          |
| Total club                                                                                      | 299           | 121   | 77    | 16                | 376               | 137       | 0.36      |          |
| Total carrera                                                                                   | Total carrera | 358   | 138   | 77                | 16                | 435       | 154       | 0.35     |
| (1) Incluye datos de la Copa Conmebol Libertadores. (2) No incluye goles en partidos amistosos. |               |       |       |                   |                   |           |           |          |

### Resumen estadístico
| Competición                  | Partidos | Goles | Promedio |
| ---------------------------- | -------- | ----- | -------- |
| Primera división             | 358      | 139   | 0.38     |
| Copas internacionales        | 77       | 16    | 0.21     |
| Selección de fútbol del Perú | 12       | 2     | 0.17     |
| Total                        | 447      | 157   | 0.34     |

## Palmarés

### Campeonatos nacionales
| Título                    | Club             | País | Año  |
| ------------------------- | ---------------- | ---- | ---- |
| Primera división del Perú | Sporting Cristal | Perú | 1994 |
| Primera división del Perú | Sporting Cristal | Perú | 1995 |
| Primera división del Perú | Sporting Cristal | Perú | 1996 |
| Primera división del Perú | Sporting Cristal | Perú | 2002 |

### Torneos cortos
| Título          | Club             | País | Año  |
| --------------- | ---------------- | ---- | ---- |
| Torneo Apertura | Sporting Cristal | Perú | 1994 |
| Torneo Clausura | Sporting Cristal | Perú | 1998 |
| Torneo Clausura | Sporting Cristal | Perú | 2002 |
| Torneo Apertura | Sporting Cristal | Perú | 2003 |

### Distinciones individuales
| Distinción                                                                     | Año  |
| ------------------------------------------------------------------------------ | ---- |
| Mejor futbolista extranjero en Perú                                            | 1995 |
| Futbolista del año en Perú                                                     | 1995 |
| Máximo goleador del año en Perú                                                | 1995 |
| Distinguido como jugador histórico del Sporting Cristal por sus cincuenta años | 2006 |

## Carrera televisiva
Fue coanfitrión junto con la renombrada presentadora Mónica Zevallos en el programa Vale la pena soñar durante el período 2005-2006. Además, se destacó como panelista en el programa deportivo Versus, de la cadena Cable Mágico Deportes, en el año 2006, aunque su participación fue breve. En 2007, volvió a compartir la pantalla con Mónica Zevallos como coanfitrión en el programa Sueltos en casa, pero lamentablemente la baja audiencia llevó a su cancelación.
El 2009 marcó un hito en su carrera como conductor en el programa Planeta deporte, del canal TV Perú, en compañía de Mauricio Cortez. En 2010, participó en la undécima gala del programa El show de los sueños: Amigos del alma, de América Televisión. No obstante, uno de sus logros más destacados fue su victoria en el segmento de telerrealidad «Amigos y rivales» dentro del programa Habacilar.
Julinho continuó su presencia en los medios como panelista en programas deportivos, incluyendo Fox Sports Radio Perú, transmitido por Fox Sports (2018-2019), y Equipo F, transmitido por ESPN en 2020. Además, actualmente se le puede encontrar como panelista en el programa A presión radio, que se transmite a través de YouTube y Facebook desde 2021.

## Filmografía
- La paisana Jacinta en búsqueda de Wasaberto (2017), como el señor de la demolición.